# Afrodeezia
Afrodeezia è un album di Marcus Miller pubblicato nel 2015.

## Tracce
Testi e musiche di Marcus Miller, eccetto dove indicato.
1. Hylife – 6:59
2. B's River – 6:48
3. Preacher's Kid (Song for William H) – 5:45
4. We Were There – 6:48 (Djavan e Marcus Miller)
5. Papa was a Rolling Stone – 6:06 (Barrett Strong e Norman Jesse Whitfield)
6. I Still believe I hear (feat. Ben Hong) (je crois entendre encore) – 7:06 (Georges Bizet)
7. Son of Macbeth – 6:11
8. Prism (interlude) – 0:29 (Marcus Miller, Brett Williams, Lee Hogans, Louis Cato, Adam Agati ed Alex Han)
9. Xtraordinary – 6:14
10. Water Dancer – 7:28
11. I can't breathe (feat. Chuck D e Mocean Worker) – 5:08 (Marcus Miller, Chuck D. ed Adam Dornblum)

## Musicisti

### Band
- Marcus Miller: basso elettrico, voce, pianoforte, clarinetto basso, Rhodes, synth, kalimba e gimbri
- Louis Cato: batteria e djembe
- Lee Hogans: tromba
- Brett Williams: pianoforte e Rhodes
- Alex Han: sassofono contralto e soprano
- Adam Agati: chitarre

### Ospiti
- Alune Wade: voce
- Adama Bilorou Dembele: percussioni e cori
- Guimba Kouyaté: chitarra acustica e cori
- Cherif Soumano: kora e cori
- Etienne Charles: tromba e percussioni
- Cory Henry: organo
- Julia Sarr: cori
- Alvin Chea: cori
- Lalah Hathaway: voce e scat
- Robert Glasper: Rhodes
- Marco Lobo: percussioni
- Aline Cabral: cori
- Andrea Dutra: cori
- Christiane Correa Tristao: cori
- Keb' Mo': chitarra elettrica
- Wah Wah Watson: chitarra elettrica
- Patches Stewart: tromba
- Cliff Barnes: organo e pianoforte
- Ben Hong: violoncello
- Lamumba Henry: percussioni e djembe
- Robert Greenidge: steel pan
- Roddie Romero: fisarmonica
- Ambrose Akinmusire: tromba
- Michael Doucet: violino
- Mocean Worker: chitarra, basso elettrico, Rhodes e programmazione
- Chuck D: voce